# H. Rider Haggard

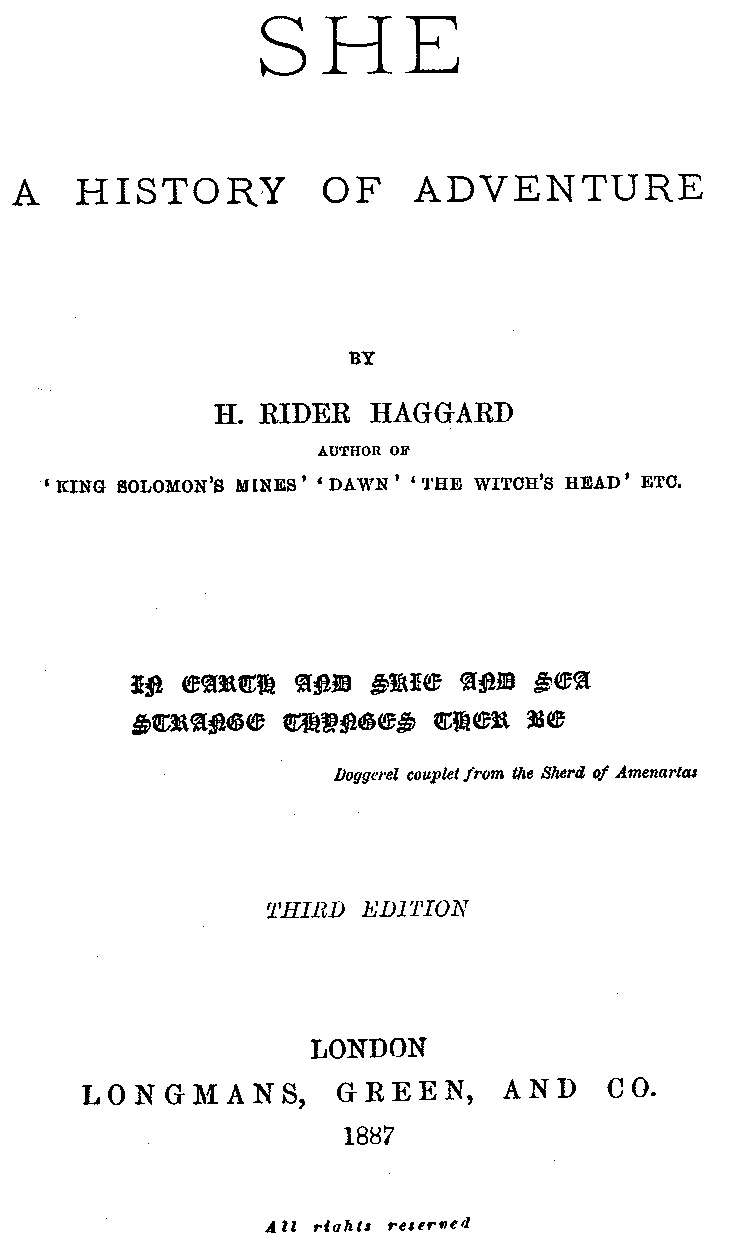
She, a history of adventure c. művének címlapja

H. Rider Haggard (Bradenham, Norfolk, 1856. június 22. – London, 1925. május 14.) angol regényíró.

## Élete és munkássága
William Meybohm Rider Haggard ügyvéd és Ella Doveton fiaként született, tanulmányait Ipswichben végezte. Felváltva Kensingtonban és Bungayban élt, 1875 és 1882 között Anglia afrikai gyarmatain tartózkodott.
Első műve: Cetywayo and his White Neighbours (London, 1882) volt, melyre 1884-ben Dawn című regénye következett. Nevezetessé King Solomon's Mines (1886) című műve tette. Egyéb regényei: She, a History of Adventure (1887; magyarul „Ayesha” címen jelent meg), The Witch's Head (1885); Cleopatra (1889); Eric Brighteyes (1891); Nada, the Lily (1892); Montezuma's Daughter (1893) stb.

## Művei magyar kiadása

### 1919-ig
- Ő. Regény, 1–2.; ford. Csepreghyné-Rákosi Ida; Singer-Wolfner, Bp., 1888 (Egyetemes Regénytár IV.)
- Kleopátra, Egyiptom asszonya. Regény. 1–2.; ford. Fái J. Béla; Pallas, Bp., 1889 (Pallas Könyvtár)
- Cleopatra. A királyi vérből származó egyiptomi Harmachis bukásának és bosszújának sajátkezűleg feljegyzett története; ford. Laky Géza; Dick, Bp., 1889 (Külföldi Nagy Írók)
- Az ősök kincse. Regény, 1–3.; ford. Cserhalmi H. Irén; Athenaeum, Bp., 1896 (Az Athenaeum Olvasótára)
- Salamon király kincse, 1–2.; ford. Fái J. Béla; Singer-Wolfner, Bp., 1896 (Egyetemes Regénytár XI.)
- Ismeretlen ország. Regény, 1–2.; ford. Lándor Tivadar; Singer-Wolfner, Bp., 1898 (Egyetemes Regénytár XIII.)
- Náda, a liljom. Regény két kötetben, 1–2.; Athenaeum, Bp., 1899 (A Magyar és Világirodalom Kincsestára)
- A hamis próféta. Regény; Pallas, Bp., 1900 (Révai-féle Salon-könyvtár)
- Szép Ilonka. Regény; Érdekes Könyvtár, Bp., 1900 k.
- A hamis próféta. Regény; Pallas, Bp., 1900
- Lizbet. Regény; ford. Csepreghy Ferencné; Budapesti Hírlap, Bp., 1902
- Beatrice. Regény, 1–2.; ford. Zempléni P. Gyuláné; Singer-Wolfner, Bp., 1904 (Egyetemes Regénytár XIX.)
- A boszorkányfej. Regény, 1–2.; Magyar Kereskedelmi Közlöny, Hírlap- és Könyvkiadó, Bp., 1907
- Wingfield Tamás; Budapesti Hírlap Újságvállalata, Bp., 1908 (Világirodalom Gyöngyei)
- A kereszt diadala. A keresztyének legyőzik a vörösbőrűek országát. Wingfield Tamás csodás története; Magyar Hírlap Ny., Cleveland, 1908
- Hajnalcsillag. Regény, 1–2.; ford. Pantl Kálmán; Singer-Wolfner, Bp., 1911
- Ismeretlen ország. Regény. 1–2.; ford. Lándor Tivadar; Singer-Wolfner, Bp., 1911 (Egyetemes Regénytár XIII.)
- Ayesha visszatér. Regény, 1–2. köt.; ford. Esty Jánosné; Singer-Wolfner, Bp., 1914 (Egyetemes Regénytár XXXI.)

### 1920–1944
- Jess. Regény; ford. Balla Mihály; Athenaeum, Bp., 1920 (Athenaeum Könyvtár)
- A sárga isten; ford. Turchányi Tihamér; Athenaeum, Bp., 1921 (Athenaeum Könyvtár)
- A vörös Éva. Regény; ford. Turchányi Tihamér; Athenaeum, Bp., 1921
- A gyöngyhajadon; ford. Bartos Zoltán; Genius, Bp., 1922 (A Regényírás Művészei)
- A varázsló; ford. Finály István; Studium, Bp., 1923
- A páviánnő. Regény; ford. Tábori Kornél; Singer-Wolfner, Bp., 1925 (Milliók Könyve)
- Az elefántcsont gyermek. Afrikai regény; Légrády Ny., Bp., 1925
- Az eleven végrendelet. Regény; Légrády, Bp., 1925
- A tudás leánya. Az Ő életének története; ford. ifj. Kendi Finály István; Singer-Wolfner, Bp., 1926
- Heu-heu. Afrikai regény; ford. Vécsey Leó; Légrády, Bp., 1926
  - (Az éjszakábanlátó címen is)
- A vándor nyaklánca. Regény; ford. Margittai Szaniszlóné; Légrády, Bp., 1928 (Pesti Hírlap-könyvek 2.)
- A szép Ilonka. Regény; Színes Regénytár Kiadóvállalat, Újpest, 1929 (Színes Regénytár)
- A két d’Arcy; ford. Früchtl Ede; Szent István Társulat, Bp., 1930
- A nap szüze; ford. Torday György; Nova, Bp., 1936 (A Nova Kalandos Regényei)
- Az éjszakábanlátó. Regény; ford. Vécsey Leó; Kaland, Bp., 1942
  - (Heu-Heu címen is)

### 1945–
- Salamon király kincse; ford. F. Nagy Piroska; Móra, Bp., 1983 (Delfin Könyvek)
- Ayesha; ford. Csepreghyné Rákosi Ida, szöveggond. Hegybíró Éva; Maecenas, Bp., 1988
- Salamon király kincse; szöveg Cs. Horváth Tibor, rajz Zórád Ernő, szerk. Bayer Antal; Nero Blanco Comix, Bp., 2015 (Zórád Ernő Képregényei)

## Fordítás
- Ez a szócikk részben vagy egészben  a   H. Rider Haggard című angol Wikipédia-szócikk fordításán alapul.  Az eredeti cikk szerkesztőit annak laptörténete sorolja fel. Ez a jelzés csupán a megfogalmazás eredetét és a szerzői jogokat jelzi, nem szolgál a cikkben szereplő információk forrásmegjelöléseként.